# Roger Norman
Roger Norman (1949) è uno scrittore inglese, specializzato nel genere fantasy, per ragazzi e adulti.

## Biografia
Ha vissuto e vive all'estero, prima in Grecia, dove si è occupato della coltivazione di una piantagione di ulivi ed ora in Turchia.
Il suo primo libro, Il sogno di Albion, è il racconto di due ragazzi alle prese con un gioco speciale.

## Opere
- Albion's Dream, London: Faber and Faber, 1990; ediz. italiana: Il Sogno di Albion; traduzione di Veruschka Bramante, Milano: A. Mondadori, 1998
- Tree Time, London: Faber and Faber, 1997; ediz. italiana: La notte degli alberi; traduzione di Beatrice Visconti, illustrazioni di Franco Matticchio, Milano: A. Mondadori, 2001
- Red Die, Sherborne: Sundial Press, 2008

| Controllo di autorità | VIAF (EN) 45938402 · ISNI (EN) 0000 0000 6754 6893 · LCCN (EN) n91036598 · BNF (FR) cb135675958 (data) |